# Julieta Puntín
Julieta Puntín (ur. 12 grudnia 1989 w Argentynie) — argentyńska siatkarka grająca jako środkowa. Obecnie występuje w drużynie Estudiantes de Paraná.